# Holocranaus bordoni
Holocranaus bordoni is een hooiwagen uit de familie Cranaidae.